# 知礼郡
知礼郡（チレぐん、지례군）は、現在の韓国慶尚北道金泉市南部地域に該当する行政区域で、1914年、金泉郡に統廃合された。

## 歴史
本来、新羅の知品川県だったが、景徳王の時、知礼県に改めて開寧郡の属県となった。1018年（顕宗9年）、京山府（現在の星州郡）に隷属させたが、恭譲王の時に監務を設置し、朝鮮末期まで知礼県として存続した。
1895年（高宗32年）知礼郡になったが、1914年の行政区画の改編の時に金泉郡に併合されて知礼面となり、金泉が市に昇格すると金陵郡、1995年には金陵郡と金泉市が合併され金泉市となった。
朝鮮時代には、この地域が小白山脈の東斜面を占める内陸山間地域で、星州・金山・尚州・茂朱などを結ぶ道路が発達した。ここには亀山烽燧や作乃駅などがあり、軍事交通上重要視されていたところだった。

## 1914年以降
| 府令第111号 |            |                                                                                |
| 旧行政区画 | 新行政区画 | 新行政区画                                                                     |
| 知礼郡内甑山面황항리 일부、부항리/시동/한적리/월도리、상동리/하동리/조산리/월포리、추령리/평촌/장평리、수도리、지촌/유성리/옥동、거물리/금곡리/가정리、장전리/청천리/송계리、봉산리/황정리/고동/황항리 일부、죽항리/초동/문복리/황점리 | 甑山面     | 황항리、부항리、동안리、평촌리、수도리、유성리、금곡리、장전리、황정리、황점리 |
| 知礼郡外甑山面내고리/외고리/울곡리、상신평리/하신평리/삼곡리、이전리/해평리 | 知礼面     | 울곡리、신평리、이전리                                                         |
| 知礼郡上県面관덕리/구수리/고석리、도곡리/송천리/신평리、여배리 | 知礼面     | 관덕리、도곡리、여배리                                                         |
| 知礼郡下県面건목리/거물리、교동/교촌/부평리、고념리/대율리、동산리/상부리/하부리/현장촌/동장촌 | 知礼面     | 거물리、교리、대율리、상부리                                                   |
| 知礼郡上南面내감리、덕산리/주치리、연화리/소태리、외감리/중감리 | 大徳面     | 내감리、덕산리、연화리、외감리                                                 |
| 知礼郡下南面천곡리/가례리/석정리、호미리/(상남면)관기리/(외남면)장곡리、조룡리/쌍괴리/양지리/조현리/풍곡리、다화리/중산리、추장리/송전리/황성리                                                                                        | 大徳面     | 가례리、관기리、조룡리、중산리、추량리                                         |
| 知礼郡外南面대동/여서리、임기리/문의리、기동/화전리/외산리/내산리/월매리 | 大徳面     | 대리、문의리、화전리                                                           |
| 知礼郡上西面대야리/(하서면)신촌/임곡리 일부、단산리/사등리、어전리/부항리、월곡리/구룡리/학동、지제리/서장촌/하대리、해인동/상대리 | 釜項面     | 대야리、사등리、어전리、월곡리、하대리、해인리                                 |
| 知礼郡下西面두산리/말미리、죽동/용촌/유촌/동산리/가물리、옥류리/신류리、안간리/대평리、상지리/하지리、죽전리/파천리/임곡리 일부、교현리/내회리/외회리/중회리                                                                           | 釜項面     | 두산리、유촌리、신옥리、안간리、지좌리、파천리、회곡리                         |
| 知礼郡上北面사점리/마산리、복호리/거룡리、임천리 일부/월평리/임계리/북장촌、임평리、임천리 일부/지곡리/단계리 | 석현면     | 마산리、용호리、월계리、임평리、임천리                                         |
| 知礼郡下北面구미리/방산리/(상북면)무능리、운동/지품리/미평리、상거리/명덕리/대림리/복문리/(김산군 대항면)백어동、상원리/수도리、관현리/작내리、하원리/하거리                                                                           | 석현면     | 구미리、미평리、상거리、상원리、작내리、하원리                                 |